# Walisische Badmintonmeisterschaft 2008
Die Walisische Badmintonmeisterschaft 2008 fand im Februar 2008 in Cwmbran statt.

## Finalergebnisse
| Disziplin    | Sieger                      | Finalist                       | Ergebnis     |
| ------------ | --------------------------- | ------------------------------ | ------------ |
| Herreneinzel | Martyn Lewis                | Daniel van Hooijdonk           | 21-12, 21-10 |
| Dameneinzel  | Caroline Harvey             | Bethan Higginson               | 21-13, 21-18 |
| Herrendoppel | Martyn Lewis Matthew Hughes | James Phillips Joe Morgan      | 21-19, 21-11 |
| Damendoppel  | Vikki Jones Nicole Walkley  | Kelly Blake Bethan Higginson   | 22-20, 21-19 |
| Mixed        | James Phillips Katy Howell  | Michael Lewis Bethan Higginson | 21-18, 21-19 |